# Hugues G. Clary
Pour les articles homonymes, voir Clary (homonymie).
Hugues G. Clary, pseudonyme de Georges Schoengrun, né le 28 avril 1899 dans le 8e arrondissement de Paris et mort le 24 juin 1968 à Elbeuf, est un docteur en médecine et un écrivain français, auteur de roman policier et de roman d'espionnage.

## Biographie

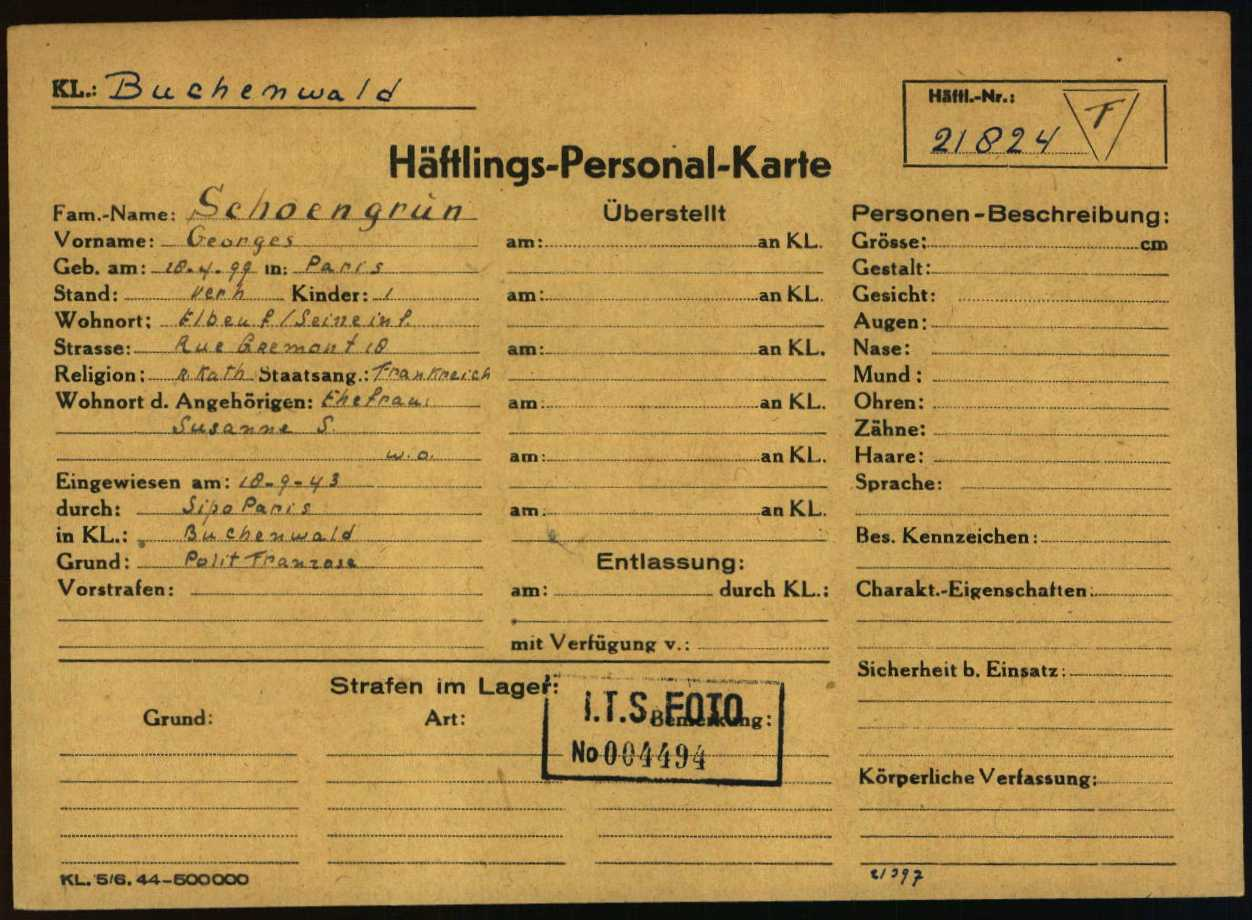
Carte de prisonnier de Hugues G. Clary (sous son vrai nom Georges Schoengrun) lors de son internement à Buchenwald.

## Œuvre

### Romans signés Hugues G. Clary
- Dans le bain d'une blonde, Librairie Arthème Fayard, coll. « L'Aventure criminelle » no 26 (1958)
- De fille en aiguille, Librairie Arthème Fayard, coll. « L'Aventure criminelle » no 40 (1958)
- Réseau pirate, Éditions Arts et créations, coll. « Le Monde secret » no 26 (1959)
- Panique à Prague, Éditions Arts et créations, coll. « Le Monde secret » no 28 (1959)
- Le Rideau de l'enfer, Éditions Arts et créations, coll. « Le Monde secret » no 32 (1959)

### Romans signés Claude Fabrice
- Objectif de nuit, Éditions de l'Arabesque,coll. « Espionnage » no 36 (1956)
- Passe d'armes, Éditions de l'Arabesque,coll. « Espionnage » no 40 (1957)
- Le Canal en flammes, Éditions de l'Arabesque,coll. « Espionnage » no 47 (1957)
- Triple jeu, Éditions de l'Arabesque,coll. « Espionnage » no 52 (1957)
- Point de chute, Éditions de l'Arabesque,coll. « Espionnage » no 60 (1957)
- Clandestines, Éditions de l'Arabesque,coll. « Parme » no 14 (1957)

### Pièces radiophoniques signées Hugues G. Clary
- Kerven brise l'étau, émission Détectives en pantoufles (1963)
- Kerven sauve la mise, émission Détectives en pantoufles (1963)
- Kerven fait mouche, émission Détectives en pantoufles (1963)
- Qui a tué Montaigne ?, émission Détectives en pantoufles (1964)
- Pas de Noël pour Steve, émission Détectives en pantoufles (1965)
- Du fil à retordre, émission Détectives en pantoufles (1965)

### Ouvrages médicaux signés Georges Schoengrun
- L'Amygdalectomie subtotale chez l'adulte (1924)
- La Réflexothérapie nasale, indications, technique, Arnette (1930)
- Traitement de l'asthme, du rhume des foins, de la migraine par la réflexothérapie sympathique, Éditions Lajeunesse (1932)
- Le Traitement du rhume des foins par la réflexothérapie sphéno-palatine (1932)

## Adaptation
- Dans le bain d'une blonde, pièce radiophonique de Charles Maître pour l'émission Les Maîtres du mystère, adaptation du roman éponyme (1958)